# Микелепони
Микелепони (груз. მიქელეფონი) — село в Грузии, на территории Ванского муниципалитета края (мхаре) Имеретия.

## География
Село находится в западной части Грузии, на берегах реки Кумури, на расстоянии приблизительно 5 километров (по прямой) к юго-западу от города Вани, административного центра муниципалитета. Абсолютная высота — 119 метров над уровнем моря.

## Население
По результатам официальной переписи населения 2014 года, в Микелепони проживало 400 человек (192 мужчины и 208 женщин). В национальной структуре населения грузины составляли 100 %.
| Год  | Население, человек |
| ---- | ------------------ |
| 2002 | 524                |
| 2014 | ↘ 400              |